# 8성부 파르티타
《8성부 파르티타》(영어: Partita for 8 Voices)는 미국의 작곡가 캐롤라인 쇼의 아카펠라이다. 2009년부터 2012년까지 보컬 그룹인 룸풀 오브 티스를 위해 작곡됐으며, 2012년 10월 30일 그래미 어워드를 수상한 동명의 데뷔 음반에 수록되었다. 이 곡은 2013년 4월 15일 퓰리처상 음악 부문을 수상하며 캐롤라인을 음악 부문 최연소 수상자로 만들었다. 이후 2013년 11월 4일 뉴욕의 (르) 푸아송 루즈에서 초연이 이루어졌다.

## 구성
《8성부 파르티타》의 악장은 약 25분간 지속되며, 바로크 무곡의 이름을 딴 4개의 악장으로 구성되어 있다.
1. 알르망드
2. 사라방드
3. 쿠랑트
4. 파사칼리아

캐롤라인은 작품이 솔 르위트의 《Wall Drawing 305》에 영감을 받았다고 말했다.

## 반응
잡지 뉴욕의 저스틴 데이비스는 《8성부 파르티타》의 초연을 두고 공연이 "현대 음악에서 가장 희귀한 기쁨을 발견했다"라고 언급했다. 2019년, 가디언은 2000년 이후 가장 위대한 예술 음악 20위로 선정하며 "네 가지 클래식 무용 동작에 말, 노래, 그리고 생각할 수 있는 거의 모든 확장된 보컬 기법을 집어넣는 에너지의 폭발"이라고 칭했다.
2019년 10월 캐나다의 이누이트 목노래 음악가인 타냐 타가크를 포함한 카타자크 음악가들은 캐롤라인 쇼와 룸풀 오브 티스의 《8성부 파르티타》의 3악장인 "쿠랑트"에서 카타자크의 음악을 표절했으며, 이를 문화적 전유이자 이국주의에 관여했다고 비판했다. 캐롤라인과 예술 감독인 브래드 웰스는 이에 대해 발표한 공개 성명에서 룸풀 오브 티스가 2010년 이누이트 가수를 고용하고 함께 공부했으며, 그 연구에서 배운 기술이 파르티타에 사용되었음을 인정하면서도, 룸풀 오브 티스는 카타자크와 충분히 구별된다고 생각한다고 전했다.

## 미디어
《8성부 파르티타》의 3학장인 "쿠랑트"는 넷플릭스의 《다크》의 많은 에피소드에서 사용되었으며, 1악장 "알르망드"는 2022년 BBC 텔레비전 드라마 "메리지"의 주제곡으로 사용됐다.